# Oviparità

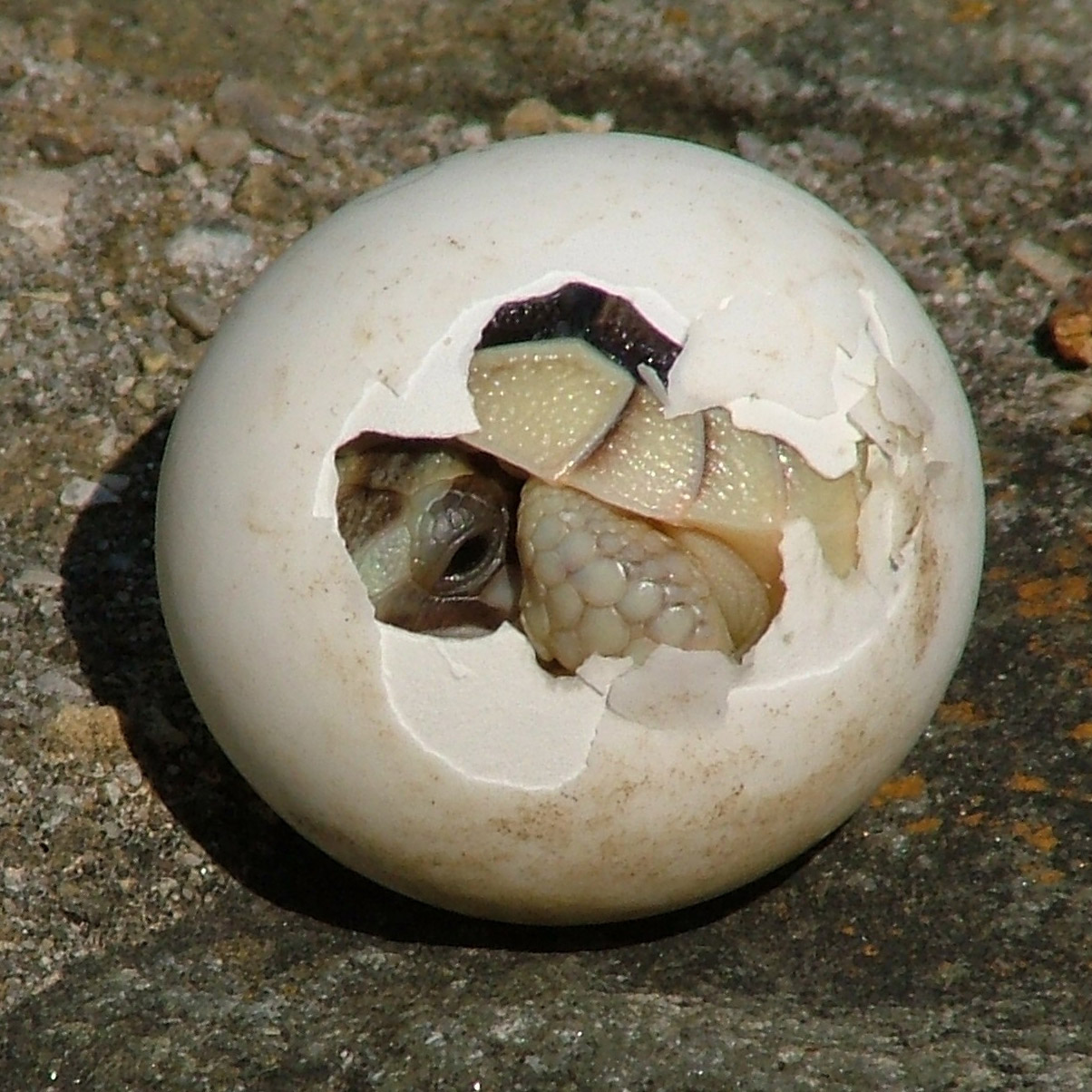
Un piccolo di tartaruga emerge dal suo uovo

L'oviparità è un tipo di riproduzione, in cui le femmine depongono uova fecondate la cui crescita embrionale termina al di fuori dell'organismo materno.
Si distingue quindi dall'ovoviviparità e dalla viviparità, nelle quali lo sviluppo, chiamato incubazione, avviene nel corpo materno. L'oviparità si trova in numerose specie del regno animale inclusi tutti gli uccelli, numerosi anfibi, insetti e aracnidi, molti rettili, pesci, monotremi e altri. Le uova vengono generalmente deposte a terra o nell'acqua, ma a volte sono conservate in nidi o ooteche.